# ミトラ (宝冠)

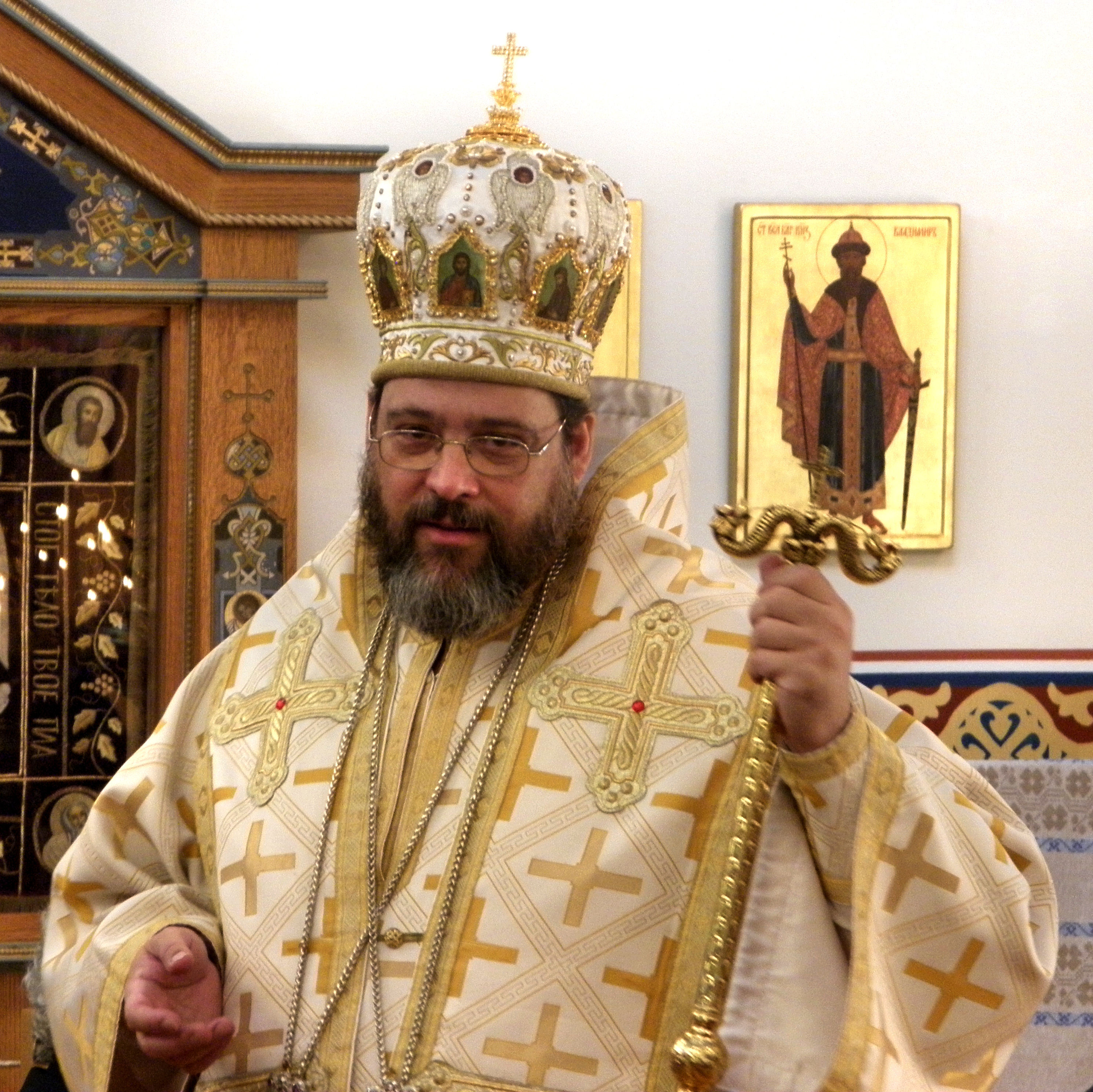
祭服を完装した状態の主教グレゴリー（アメリカ・カルパト・ロシアン正教主教区の主教）。ミトラ（宝冠）を被り、権杖を持っている。

ミトラ（ギリシア語: Μίτρα、ロシア語: Митра、英語: miter）は、正教会における宝冠もしくは王冠とも表記される冠。

## 被る人
正教会においてミトラを着用するのは、主教（総主教、府主教、大主教、主教）のほか、司祭のうち、ミトラ着用を許可された掌院、首司祭、長司祭である。
ミトラはカトリック教会では司教冠とも呼ばれ聖公会では主教冠とも呼ばれるが、このように正教会においては掌院、首司祭、長司祭といった上位の司祭にも功績・年功によって与えられることがあるため、「主教冠」といった訳語は使われず、日本ハリストス正教会では宝冠もしくは王冠との訳語が使われている。

## 宝冠を被る場の限定とその意味

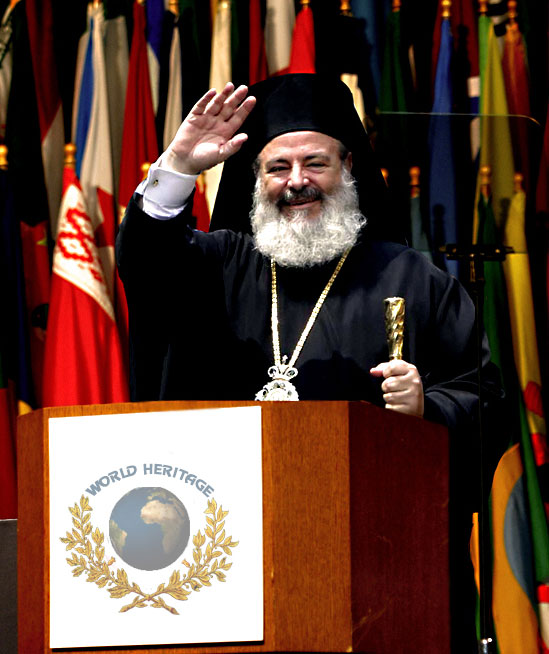
祭服を完装していない状態のギリシャ正教会の前首座主教フリストドゥロス大主教。ミトラではなくクロブークを着用し、祭服も着用していない。奉神礼執行時以外における、主教の標準的な服装。

正教会では、公の場でも、奉神礼以外の教会の集会、および世俗の集会ではミトラが着用されることはない。これは謙遜の心を表さなければならない正教信徒である主教・司祭が、普段自らを誇らないことを表すとされる。普段被る帽子は円帽子(カミラフカ)、修道帽(クロブーク)、球帽子(スクフィヤ)と呼ばれるいずれも質素なものであり、ミトラ以外の華やかな祭服も奉神礼執行時以外には着用されない。
ミトラは奉神礼の最中のみか、奉神礼後すぐの時に会衆に祝福を与える際にのみ着用されることがほとんどである。神品が普段は質素な服装にとどまり、奉神礼の執行時においてのみ華やかな祭服を完装することは、最も貧しい者となったハリストスが最も高貴な者へと変容したことを象徴し、謙遜な者が神の国の光栄を表していくことの象りであり、一般信徒達にとっての象りでもあるとされる。